# Mio fratello è figlio unico
Mio fratello è figlio unico is een Italiaanse film uit 2007 geregisseerd door Daniele Luchetti. De hoofdrollen worden vertolkt door Elio Germano en Riccardo Scamarcio. De film is gebaseerd op het boek Il Fasciocomunista van Antonio Pennacchi.

## Verhaal
De twee broer Accio en Manrico zijn totaal verschillend: Accio is impulsief, gemeen en opvliegend. Manrico is knap en door iedereen geliefd. Ze staan ook op politiek vlak tegenover elkaar, maar ze beminnen wel dezelfde vrouw.

## Rolverdeling
- Elio Germano - Accio Benassi
- Riccardo Scamarcio - Manrico Benassi
- Angela Finocchiaro - Mevr. Benassi
- Luca Zingaretti - Mario Nastri
- Anna Bonaiuto - Bella
- Massimo Popolizio - Benassi
- Ascanio Celestini - Vader Cavalli
- Diane Fleri - Francesca
- Alba Rohrwacher - Violetta
- Vittorio Emanuele Propizio - Kleine Accio

## Prijzen en nominaties
- 2007 - David di Donatello
  - Gewonnen: Beste acteur (Elio Germano)
  - Gewonnen: Beste vrouwelijke bijrol (Angela Finocchiaro)
  - Gewonnen: Beste script (Luchetti, Petraglia en Rulli)
  - Gewonnen: Beste montage (Mirco Garrone)